# Флаг Уренгоя
Флаг муниципального образования посёлок Уренго́й Пуровского района Ямало-Ненецкого автономного округа Российской Федерации — опознавательно-правовой знак, служащий официальным символом муниципального образования.
Флаг утверждён 3 июня 2008 года и внесён в Государственный геральдический регистр Российской Федерации с присвоением регистрационного номера 4571.

## Описание
«Полотнище синего цвета с отношением ширины к длине 2:3, несущее у древка белую полосу (в 1/4 длины полотнища). На белой полосе изображены восьмилучевая звезда и под ней девять геральдических горностаевых хвостиков синего цвета, а по центру синей части полотнища — пламя и стилизованное жилище из городского герба, изображённые сиреневым, белым и жёлтым цветами. Оборотная сторона зеркально воспроизводит лицевую».

## Символика
Белая полоса с Полярной звездой и горностаевыми хвостиками символизирует:
1. Возникновение посёлка как фактории.
2. Первенство в открытии нефтегазовых месторождений (звезда рождения).
3. Северное положение поселения, близость Полярного круга и границу тундры и лесотундры.
Пурпурное острие указывает на принадлежность к Пуровскому району, а также олицетворяет традиционный уклад местного населения в прошлом и геологоразведочные работы, послужившие началом освоения региона.